# Гвозница-Гурна
Гвозни́ца-Гу́рна (пол.  Gwoźnica Górna ) — село в Польше в гмине Небылец Стшижувского повета Подкарпатского воеводства.

## География
Село располагается в 8 км на восток от административного центра гмины села Небылец, 17 км от административного центра повета города Стшижув и 25 км от центра воеводства города Жешув. Возле села протекает река Гвозница, являющаяся притоком Вислока.

## История
Первые сведения о селе относятся к XV веку. Первоначально чело принадлежало шляхетскому роду Маховских, в XVI веке оно перешло к роду Доморадских. Во второй половине XVII векак село было поделено между двумя владетелями — родом Закликов и Зборовских. В 1890 году Гвозница-Гурна перешла в собственность Францишка Коздрася.
В 1785 году село насчитывало 119 домов, в которых проживало 810 человек. В 1930 году в селе проживало 1550 человек. В 2001 году численность населения составляла 1404 человек .
В 1864 году в селе была построена церковь святого Антония Падуанского.
C 1975 по 1998 год Гвозница-Дольна входила в Жешувское воеводство.

## Достопримечательности
- Церковь святого Антония Падуанского.

## Известные жители и уроженцы
- Юлиан Пшибось (1901—1970) — польский поэт, переводчик и публицист.